# SAORI (モデル)
SAORI（さおり、10月27日 - ）は、日本のモデル、女優、歌手。FMG所属。
浦和明の星女子高等学校卒、聖心女子大学文学部哲学科卒業。
元ミス日本（2003年度ミス日本フォトジェニック賞）。
本名の「今村さおり」で受賞。その後、モデル活動を開始。
Wacoal『W-wing』のトップページ等で活躍。
モデル活動の傍ら、サイト『kampostyle』を立ち上げ、
2008年には「漢方スタイリスト・今村早里」として「新コッコアポA錠」のイメージキャラクターに起用される。
モデルの未祐（みゆう）と共同で『透貴茶』を開発。
2009年にミュージシャンの中西俊夫と入籍。
結婚を機に漢方スタイリストを休止し、モデル活動に専念。
同年男児一人をもうける。
現在はSAORIと改名し、夫・中西俊夫のバンド「Plastic Sex」のコーラス・フルート担当している。
2010年、PLASTICSのライブツアーに参加。
2017年、夫・中西が食道がんで死去。